# Labania hansoni
Labania hansoni är en stekelart som beskrevs av Marsh 2002. Labania hansoni ingår i släktet Labania och familjen bracksteklar. Inga underarter finns listade i Catalogue of Life.